# Банк БелВЭБ
Банк БелВЭБ (Белвнешэкономбанк), (бел. Белзнешэканамбанк) — системообразующий банк Беларуси, четвертый по размеру уставного фонда (4 222 млрд руб. на 01.10.2018) среди банков страны. Занимает ведущие позиции в области международных расчётов, валютных операций и обслуживания внешнеэкономической деятельности государства и клиентов.
По состоянию на начало 2018 года сеть территориальных подразделений банка насчитывала 17 отделений, в том числе 5 в областных городах, 3 отделения в Минске, 9 отделений в крупных городах Беларуси, а также 15 расчётно-кассовых центров, 21 центр розничного бизнеса, 12 обменных пунктов.
Банк имеет дочерние компании: ООО «БелВЭБ Страхование», КСО «Внешэкономстрой» ООО, ЗАО «Сивельга».
Доля участия государственной корпорации «Банк развития и внешнеэкономической деятельности (Внешэкономбанк)» (г. Москва) в уставном капитале Банка БелВЭБ составляет 97,52%.
В соответствии с основными направлениями деятельности, Белвнешэкономбанк на протяжении всего периода своего функционирования активно участвует в обслуживании экспортно-импортных операций и финансировании внешней торговли. Подтверждением этого является наличие кредитных линий банков Германии, Австрии, Италии, Чехии и других стран, открытых для финансирования контрактов на поставку товаров и услуг, необходимых для реализации инвестиционных проектов в Республике Беларусь. Банк является клиринговым центром для большинства белорусских банков по расчётам в иностранной валюте и основным оператором для банков стран СНГ и Балтии по расчётам в белорусских рублях.

## Санкции
Банк находится под санкциями США.
11 апреля 2023 года для дальнейшего давления на путинских пособников в Беларуси премьер-министр Канады объявил о дополнительных санкциях в отношении девяти организаций, связанных с белорусским финансовым сектором, в число которых вошел и БелВЭБ.

## История

### 1991 год
Решением Правительства Республики Беларусь создан Акционерный коммерческий банк внешнеэкономической деятельности Республики Беларусь (со 2 ноября 1999 г. ОАО «Белвнешэкономбанк»). Учредителями банка выступили: Правительство Республики Беларусь, Внешэкономбанк (Москва), Североевропейская финансовая компания «Еврофинанс» (Москва), Коммерческий банк для Северной Европы «Евробанк» (Париж), а также одно из крупнейших белорусских предприятий — ЗАО «Атлант» (Минск).
Открыт первый корреспондентский счет типа «ностро».

### 1992 год
- Начата выдача коммерческих чеков клиентам, проведение операций по выдаче гарантий для обеспечения экспортно-импортных операций;
- Оборудован дилинговый зал и подключен к системе REUTERS 2000.

Начато создание финансовой группы банка — образована первая дочерняя компания — ЗАО «Белинтерфинанс».

### 1993 год
- Банк подключен к системе S.W.I.F.T.;
- На базе Белвнешэкономбанка создан расчётный центр по итогам валютных торгов на Межбанковской валютной бирже.
- Начал функционировать первый филиал — Гомельский региональный банк;
- Открыты Брестский региональный банк и отделение в Мозыре.

### 1994 год
В период с 1994-1995гг Банк принят в ассоциации Europay International, MasterCard International и Visa International в статусе Основного члена;
- Внедрена корпоративная электронная почтовая система банка;
- В статусе Основного члена банк принят в ассоциации Europay International и MasterCard International;
- Созданы дочерние компании: ЗАО «Белвнешстрах» (с 2024 г. ООО «БелВЭБ Страхование») и ЗАО «Межотраслевой институт независимой экспертизы инвестиционных проектов»;
- Начато масштабное расширение региональной сети — открыто 11 филиалов: Гродненский, Витебский и Могилёвский региональные банки, отделения в Барановичах, Кобрине, Пинске, Орше, Светлогорске, Борисове, Молодечно и Минское отделение 1.

### 1995 год
В 1995 банк был награждён специальным призом Европейского центра по изучению рынка
- Апробирована новая для банка форма проведения арбитражных операций — «Margin account» и валютообменные сделки типа «swap»;
- Внедрена банковская компьютерная система Equation/3;
- Банк принят в ассоциацию Visa International в статусе Основного члена;
- Банку присуждена награда Международной академии лидеров бизнеса и администрации и Института международного финансового и экономического партнёрства — «Факел Бирмингема»;
- Банк награждён специальным призом Европейского центра по изучению рынка (European Market Research Center) «За выдающиеся достижения банка в управлении, повышении качества услуг и технической модернизации, организации бизнеса и высокий престиж на европейском рынке»;
- Открыто первое зарубежное представительство банка — Представительство в Республике Польша (Варшава);
- К Белвнешэкономбанку присоединён АКБ «Амкодорбанк»;
- При участии капитала банка и дочерней компании создана риэлтерская компания ЗАО «Интерэкон-Н»;
- Начали функционировать Минские отделения 2, 3, 4, отделения в Речице, Волковыске, Лиде, Бобруйске.

### 1996 год
В 1996 году состоялась официальная презентация первого в Белоруссии банкомата.
- Вступление в члены Секции валютного рынка Московской межбанковской валютной биржи;
- Совместно с компанией RS/2 International в банке установлено и сертифицировано в международных платежных системах программное обеспечение BankWorks II;
- Официальная презентация первого в Белоруссии банкомата.
- Банк награждён специальным призом Европейского центра по изучению рынка (European Market Research Center) «За достижение коммерческого успеха на европейском рынке в 1996 году»;
- Открыто представительство банка в Москве;
- Начали функционировать Минское отделение 5 и отделение в Новополоцке.

Начали обслуживать клиентов Центр банковских услуг 1 и Центр банковских услуг «Колядичи» в Минске.

### 1997 год
- Начата работа по осуществлению моментальных денежных переводов по системе Western Union;
- По соглашению между Советом Министров, Национальным банком и Белвнешэкономбанком банк выполняет функции экспортного банка и осуществляет меры по стимулированию экспорта;
- Открыта кредитная линия испанского банка «Сабадель» на общую сумму 25 млн долларов США для краткосрочного кредитования поставок испанских товаров и услуг в Республику Беларусь.
- Банку вручена специальная награда Израильского института исследования общественного мнения в области международного делового сотрудничества;
- Банк признан Министерством предпринимательства и инвестиций лучшим банком года в стране, а Председатель Совета директоров Егоров Г. А. назван лучшим банкиром года.

### 1998 год
- Получены рейтинги международного рейтингового агентства Thomson BankWatch: международный — «С», внутристрановой — «IC-D», рейтинг по краткосрочным долговым обязательствам в национальной валюте — «LC — 2»;
- Подписаны: рамочное кредитное соглашение с Чешским экспортным банком для финансирования проекта модернизации и реконструкции БелАЗа на сумму 101 млн долларов США; индивидуальное кредитное соглашение с консорциумом немецких банков АКА для финансирования поставок зерноуборочных комбайнов в Белоруссию на сумму 8,6 млн немецких марок; кредитные соглашения с Банком Австрии (Вена) для финансирования проектов реконструкции 4-й клинической больницы в г. Минске и установки висбрекинга гудрона на Мозырском НПЗ на сумму 114,75 млн и 119 млн австрийских шиллингов соответственно;

В рамках кредитной линии испанского банка «Сабадель» ООО «BST-LTD» предоставлены кредиты на общую сумму 600 тыс. долларов США;

### 1999 год
- Экспертами рейтингового агентства Thomson BankWatch Белвнешэкономбанк признан лидером на рынке факторинговых услуг Республики Беларусь;
- Банком открыты корреспондентские счета в евро.

Акционерный коммерческий банк внешнеэкономической деятельности Республики Беларусь переименован в Открытое акционерное общество «Белвнешэкономбанк».

### 2000 год
- Банк начал проводить операции по покупке и продаже векселей Национального банка Республики Беларусь, номинированных в долларах США;

Проведены мероприятия по развитию информационно-вычислительного центра: модернизированы центральные компьютеры AS/400, введена новая версия программного продукта EQUATION, установлено высокопроизводительное активное сетевое оборудование, существенно обновлён парк персональных компьютеров.

### 2001 год
- К Белвнешэкономбанку присоединён АКБ «Белкоопбанк»;
- Начали функционировать отделения банка в Браславе, Верхнедвинске, Шклове, Глубоком и отраслевое отделение «Белкооп» в Минске;
- Получена лицензия Национального банка Республики Беларусь на осуществление операций с драгоценными металлами и драгоценными камнями;
- В результате очередной подписки на акции банка уставный фонд возрос на 4 млн долларов США.

### 2002 год
- В соответствии с Постановлением Совета Министров Республики Беларусь Белвнешэкономбанк уполномочен обслуживать кредит Кувейтского фонда арабского экономического развития, предоставленный Республике Беларусь в сумме 5,1 млн кувейтских динаров (около 16 млн долларов США) для реализации проекта реконструкции завода полиэфирных текстильных нитей РУП «Светлогорское ПО „Химволокно“ (г. Светлогорск);
- Введён в эксплуатацию первый в стране POS-терминал стандарта GSM;
- В рамках пилотного проекта начата эмиссия кредитных карточек Cirrus/Maestro в белорусских рублях;
- Учреждены дочерние компании банка — „Внешстройинвест“ и „Внешэкономстрой“. Основные направления деятельности вновь созданных компаний — строительство и операции с недвижимостью, услуги по фитнесу;

Держателям карточек Cirrus/Maestro и MasterCard, а также карт, выпущенных Белвнешэкономбанком и его банками-агентами, предоставлена возможность оплаты коммунальных услуг через сеть банкоматов Белвнешэкономбанка.

### 2003 год
- Банк начал осуществлять операции по купле-продаже золотых мерных слитков;
- В целях оптимизации структуры филиальной сети закрыты отделения банка в гг. Браславе и Шклове;
- На базе расчётно-кассовых центров, обменных пунктов и валютных касс открыто 14 банковских пунктов;
- Проведена модернизация программного обеспечения банковских операций, разработаны и внедрены новые программные продукты;
- В банкоматах и информационных киосках для клиентов банка и держателей банковских карточек MasterCard стали осуществляться операции по оплате услуг кабельного телевидения, Интернета, всех операторов мобильной связи.

### 2004 год
- ОАО „Белвнешэкономбанк“ уполномочен обслуживать кредит банка Bayerishe Hypo- und Vereinsbank AG в размере 32 млн евро, который будет выдан для финансирования инвестиционного проекта развития ОАО „Могилевхимволокно“;
- ОАО „Белвнешэкономбанк“ объявил открытую подписку на акции банка дополнительного выпуска, в ходе которой предполагается довести уставный фонд банка до 24,2 млрд рублей;
- По системе банка на 01.10.2004 г. по сравнению с 2003 г. количество банкоматов увеличилось в 1,3 раза, платёжных терминалов — в 1,5 раза, информационных киосков — в 3,7 раза;
- Количество, находящихся в обращении кредитных пластиковых карточек банка со счетами в белорусских рублях на 01.10.2004 г. по сравнению с 2003 г. увеличилось в 1,5 раза, в иностранной валюте — в 1,3 раза;
- В банкоматах и информационных киосках банка начат прием платежей за услуги РО „Белтелеком“;
- Реализована услуга „Мобильный банк“, позволяющая держателям карточек банка управлять своим карт-счетом и осуществлять различные виды платежей.

### 2005 год
- С 29 июля 2005 года Белвнешэкономбанк начал осуществлять операции по продаже населению и юридическим лицам серебряных и платиновых мерных слитков. Банк предлагает приобрести серебро в виде мерных слитков весовых номиналов 100 и 500 граммов пробы 999,9 и платину в виде мерных слитков весовых номиналов 5 и 10 граммов пробы 999,5.
- 01.09.2005 Министерство финансов Республики Беларусь выдало головному банку ОАО „Белвнешэкономбанк“ лицензию на осуществление операций приема в залог изделий из драгоценных металлов № 02200/0056352 от 23.06.2005 г. Лицензия распространяется на все виды услуг кредитования, оказываемые банком.

### 2006 год
- Заключено Инвестиционное соглашение между Банком внешнеэкономической деятельности СССР (Внешэкономбанк) (г. Москва, Российская Федерация), Национальным банком Республики Беларусь и ОАО „Белвнешэкономбанк“ о приобретении Внешэкономбанком контрольного пакета акций Белвнешэкономбанка.
- Начата эмиссия личных международных кредитных карточек Visa Electron, выданных к счетам по учету кредитной задолженности в белорусских рублях;
- Внедрен депозитный вклад „Универсальный“ в долларах США, евро, российских и белорусских рублях, который позволил в целом по банку унифицировать условия депозитных договоров и процентные ставки по депозитам.
- Банк начал оказывать услуги по оформлению договоров страхования и приему страховых взносов от физических лиц по договорам обязательного страхования гражданской ответственности владельцев транспортных средств — в пользу БРУСП „Белгосстрах“, а также по договорам добровольного страхования (5 видов) в пользу УСП „Белвнешстрах“.

### 2007 год
- Принят Указ Президента Республики Беларусь о продаже Внешэкономбанку акций ОАО „Белвнешэкономбанк“, принадлежащих Республике Беларусь. В июне 2007 г. Внешэкономбанк стал владельцем контрольного пакета акций ОАО „Белвнешэкономбанк“.
- В апреле 2007 года подписано кредитное соглашение между ОАО „Белвнешэкономбанк“ и синдикатом немецких банков во главе с Drezdner Bank AG (Германия). Данное соглашение создало основу для привлечения под гарантии Правительства Республики Беларусь средств на общую сумму до 125 млн евро путём заключения индивидуальных кредитных соглашений.
- Подписан договор между Государственной корпорацией „Банк развития и внешнеэкономической деятельности (Внешэкономбанк)“ (г. Москва) и ОАО „Белвнешэкономбанк“ .В соответствии с данным договором Внешэкономбанк предоставил Белвнешэкономбанку субординированный кредит на сумму $30 млн со сроком погашения 6 лет.
- Банк первым в Белоруссии внедрил обслуживание клиентов в сети Интернет с возможностью самостоятельного подключения в банкоматах и инфокиосках (Услуга „Интернет-Банк“).
- Произведена доработка локальных нормативных актов и начата эмиссия личных банковских кредитных пластиковых карточек в долларах США, увеличены лимиты предоставляемых кредитных линий в белорусских рублях.
- Межотраслевой институт независимой экспертизы инвестиционных проектов» преобразован в энергосервисную компанию СЗАО «Внешэнергосервис».

### 2008 год
- В результате проведённой очередной эмиссии акций Государственная корпорация «Банк развития и внешнеэкономической деятельности» (Внешэкономбанк) увеличил долю пакета в уставном фонде Белвнешэкономбанка до 97,24 %.
- В декабре заключён Меморандум о сотрудничестве между Правительством Республики Беларусь и Государственная корпорация «Банк развития и внешнеэкономической деятельности» (Внешэкономбанк), предусматривающий в качестве стратегической задачи расширение двухстороннего экономического сотрудничества Республики Беларусь и Российской Федерации и увеличение доли российского рубля при расчётах во внешней торговле.
- Для реализации ряда инвестиционных проектов и финансирования поставок в Республику Беларусь высокотехнологичной продукции, производимой предприятиями Российской Федерации, привлечены долгосрочные ресурсы и открыты кредитные линии Внешэкономбанка на общую сумму 69,7 млн долл. США (в соответствии с условиями инвестиционного соглашения, заключённого между Государственной корпорацией «Банк развития и внешнеэкономической деятельности» (Внешэкономбанк), Национальным банком Республики Беларусь и ОАО «Белвнешэкономбанк»).
- Проведена работа по обеспечению приема платежей в счет погашения кредитов, выданных банком физическим лицам, единолично кассиром, без участия ответственного исполнителя. Данная услуга доступна во всех кассах и обменных пунктах банка, независимо от места ведения счета по учёту кредитной задолженности.
- Внедрена услуга по заключению от имени БРУСП «Белгосстрах» договоров международного обязательного страхования гражданской ответственности владельцев транспортных средств «Зелёная карта».
- Банк выделил денежные средства ГУ «Национальный музей истории и культуры Беларуси» на приобретение культурно-исторической ценности Беларуси — карты Великого княжества Литовского первой половины XVII века. Передача карты музею получила широкий общественный резонанс — по версии газеты «Советская Белоруссия», стала одним из важнейших культурных событий 2008 года в стране.

### 2010 год
- В сентябре 2010 года председателем правления ОАО «Белвнешэкономбанк» был назначен Павел Каллаур.

### 2011 год
- Белвнешэкономбанк завершил оптимизацию организационной структуры своей филиальной сети, в рамках которой филиалы переведены на единый баланс банка. В процессе трансформации филиалов реализован переход от продуктоориентированной к клиентоориентированной модели обслуживания клиентов, стандартизирован ряд предлагаемых банковских продуктов, в первую очередь для среднего и малого бизнеса, физических лиц.
- Внедрены следующие услуги: овердрафтное кредитование; денежные переводы по системе «BLIZKO»;
- В Белвнешэкономбанке начал работать call-центр;
- Наблюдательный совет ОАО «Белвнешэкономбанк» утвердил Стратегию развития банка на 2011—2015 годы. Основными направлениями стратегии являются построение клиентоориентированной модели бизнеса, позволяющей обеспечить качественное, с учетом современных банковских технологий, обслуживание клиентов, модернизация бизнес-процессов, приоритетное финансирование проектов, направленных на углубление российско-белорусских интеграционных связей, существенное улучшение лидирующих позиций в банковской системе страны с выходом в первую пятёрку банков по объёмным и качественным показателям деятельности, наращивании своего участия в решении экономических задач Республики Беларусь.
- В Минске состоялась Международная конференция дочерних банков Внешэкономбанка «Актуальные вопросы торгово-экономического и межбанковского сотрудничества Беларуси, России и Украины». В конференции приняли участие руководители дочерних банков российской государственной корпорации «Банк развития и внешнеэкономической деятельности (Внешэкономбанк)» из России, с Украины и из Белоруссии. В конференции приняли участие представители госорганов Белоруссии, дипломатического корпуса и более 40 предприятий базовых отраслей экономики республики, активно работающих на рынках России и Украины.
- Могилевское региональное отделение ОАО «Белвнешэкономбанк» стало лауреатом конкурса «Лепшы прадпрымальнік 2010 года Магілёўскай вобласці» в номинации «Лучший банк по оказанию услуг предпринимателям». Жюри конкурса отметило работу коллектива филиала банка в 2010 году по наращиванию клиентской базы за счёт субъектов малого предпринимательства, существенный прирост кредитной поддержки предприятиям и организациям малого бизнеса.
- Отделение ОАО «Белвнешэкономбанк» в г. Борисове стало лауреатом конкурса «Лепшы прадпрымальнік 2010 года Мінскай вобласці» в номинации «Лучший банк по оказанию услуг предпринимателям»;
- Сайт ОАО «Белвнешэкономбанк» признан лучшим в номинации «Интернет-сайт банковско-кредитных учреждений»;
- ОАО «Белвнешэкономбанк» получен синдицированный кредит на финансовом рынке России в сумме 3,5 миллиарда российских рублей. Организатор синдицированного кредита и банк-агент — ОАО АКБ «Связь-Банк», ведущие соорганизаторы: ЗАО «ГЛОБЭКСБАНК», ОАО Банк ВТБ.
- Белвнешэкономбанк получил гран-при фестиваля белорусскоязычной рекламы и коммуникации «ADNAK» за проект «Манета ад Вітаўта»;
- В июле 2011 года Белвнешэкономбанк приступил к кредитованию представителей микро-, малого и среднего бизнеса по Программе Европейского банка реконструкции и развития (ЕБРР);
- В ходе проведения закрытой подписки на дополнительные акции банка в июле уставный фонд увеличился на 153, 447 млрд.белорусских рублей, или более чем в 1,2 раза.

### 2012 год
В конце марта 2012 года ОАО «Белвнешэкономбанк» сменило сокращённое наименование на ОАО «Банк БелВЭБ» в ходе проводимого рестайлинга. Кроме сокращённого наименования банка, изменены фирменные цвета, модернизирован логотип, а также введены новые стандарты оформления банковской документации, рекламно-информационных материалов и офисов банка. Осуществляя рестайлинг, Банк БелВЭБ приводит свой облик в соответствие с содержанием миссии и Стратегии развития банка на 2011—2015 годы.
Фирменные цвета Банка БелВЭБ — сине-зеленый и оранжево-красный.

### 2013 год
ОАО «Банк БелВЭБ» получил серебряную медаль в конкурсе «Брэнд года» в номинации «Успешный ребрендинг (рестайлинг)».

### 2014 год
- Председателем правления «Банка БелВЭБ» (бывший «Белвнешэкономбанк») избран Лузгин Николай Владимирович[13]. Решение[14], опубликованное 31 декабря, принял в воскресенье наблюдательный совет банка.

## Награды

### 2015 год
- Победитель в номинации «Самый эффективный банк» премии «Банк года — 2015»[15];
- Победитель в номинации «Самый динамичный банк» премии «Банк года — 2015»[15].

### 2016 год
- третье место в номинации «Лучший среди крупных» премии «Банк года — 2016»[16];
- третье место в номинации «Выбор вкладчиков — 2016» премии «Банк года — 2016»[16].

### 2017 год
- второе место в номинации «Кредитор года — 2017» премии «Банк года — 2017»[17].

## Рейтинговые оценки
- В 2022 году рейтинговое агентство АКРА присвоило банку рейтинговую оценку BBB-(RU) со стабильным прогнозом по национальной шкале и B+ с развивающимся прогнозом по международной. Оба рейтинга ежегодно подтверждаются (2023-2025)[18].
- В 2013 году «Эксперт РА» присвоило банку рейтинговую оценку A+ (III) со стабильным прогнозом по национальной шкале и BB по международной. Международный рейтинг был отозван в 2016 году, а национальный в 2017[19].